# A Predator's Portrait
A Predator's Portrait es el tercer álbum de estudio de la banda sueca Soilwork, el cual fue lanzado el 19 de febrero de 2001.
Este álbum ha sido considerado por muchos como uno de los mejores de la banda,[cita requerida] y posiblemente, el más popular (seguido muy de cerca en ese ámbito por su predecesor, Natural Born Chaos), y uno de los álbumes de transición que los diferencia de otras bandas de death metal sueco. Es también el primer álbum en donde Björn "Speed" Strid comienza a utilizar voces limpias, mezcladas con su tradicional estilo de death growls.

## Lista de canciones
| N.º | Título                                                                     | Duración |  |
| 1.  | «Bastard Chain»                                                            | 4:02     |  |
| 2.  | «Like the Average Stalker»                                                 | 4:30     |  |
| 3.  | «Needlefeast»                                                              | 4:06     |  |
| 4.  | «Neurotica Rampage»                                                        | 4:43     |  |
| 5.  | «The Analyst»                                                              | 4:42     |  |
| 6.  | «Grand Failure Anthem»                                                     | 5:20     |  |
| 7.  | «Structure Divine»                                                         | 4:06     |  |
| 8.  | «Shadowchild»                                                              | 4:38     |  |
| 9.  | «Final Fatal Force»                                                        | 4:59     |  |
| 10. | «A Predator's Portrait»                                                    | 4:31     |  |
| 11. | «Asylum Dance» (Incluida en la versión para Corea y Japón exclusivamente.) | 4:16     |  |

## Personal

### Integrantes
- Björn "Speed" Strid − Voz
- Peter Wichers − Guitarra
- Ola Frenning − Guitarra
- Henry Ranta − Batería
- Ola Flink − Bajo
- Carlos Del Olmo Holmberg − Teclados, Diseño de la portada

### Músicos adicionales
- Mikael Åkerfeldt (Opeth) − vocalista invitado en "A Predator's Portrait".
- Mattias IA Eklundh (Freak Kitchen) − solo de guitarra en "Needlefeast".
- Eskil Simonsson − Samples en "Grand Failure Anthem".

### Canciones (música y letras)
- Toda la música compuesta por Soilwork.
- Todas las letras escritas por Björn "Speed" Strid excepto las canciones 2, 3, 4 y 8 escritas por Strid, Peter Wichers, Henry Ranta y Jens Broman.

### Producción
- Producido por Fredrik Nordström y Soilwork.
- Grabado y mezclado en el Studio Fredman en septiembre y octubre del 2000.
- Batería grabada en DHS-Studios.
- Masterizado en The Mastering Room.